# Alison Young
Alison Young (Wolverhampton, 29 de mayo de 1987) es una deportista británica que compite en vela en la clase Laser Radial.
Ganó dos medallas en el Campeonato Mundial de Laser Radial, oro en 2016 y bronce en 2019, y una medalla de bronce en el Campeonato Europeo de Laser Radial de 2013.
Participó en dos Juegos Olímpicos de Verano, ocupando el quinto lugar en Londres 2012 y el octavo en Río de Janeiro 2016.

## Palmarés internacional
| \| Campeonato Mundial \| Campeonato Mundial \| Campeonato Mundial \| Campeonato Mundial \| \| Año \| Lugar \| Medalla \| Clase \| \| ------------------ \| ----------------------- \| ------------------ \| ------------------ \| \| 2016 \| Nuevo Vallarta (México) \| Medalla de oro \| Laser Radial \| \| 2019 \| Sakaiminato (Japón) \| Medalla de bronce \| Laser Radial \| \| Campeonato Europeo \| \| \| \| \| Año \| Lugar \| Medalla \| Clase \| \| 2013 \| Dún Laoghaire (Irlanda) \| Medalla de bronce \| Laser Radial \| |                         |                   |              |
| Campeonato Mundial |                         |                   |              |
| Año | Lugar                   | Medalla           | Clase        |
| 2016 | Nuevo Vallarta (México) | Medalla de oro    | Laser Radial |
| 2019 | Sakaiminato (Japón)     | Medalla de bronce | Laser Radial |
| Campeonato Europeo |                         |                   |              |
| Año | Lugar                   | Medalla           | Clase        |
| 2013 | Dún Laoghaire (Irlanda) | Medalla de bronce | Laser Radial |